# 童挥厚
挥厚（元末至正初年－明洪武间）汉姓童，《朝鲜王朝实录》记载为童挥护。建州女真人。童挥厚为斡多里万户府万户，兼管鹰事。清朝實際建立者清太祖努尔哈赤的祖先。他曾被元朝派遣镇压兀者野人，因此两者有不解之仇。

## 生平
《清鉴纲目》载：清之先祖为满洲，满洲考居於长白山之东。自蒙古灭金后，通古斯族势力日衰，相传有布库里雍顺者以爱新觉罗为姓，始居吉林北境俄谟惠之野，鄂多里城，建国曰满洲。是为清人开国之始祖。由布库里雍顺，数传而后，国内大乱，举族被戕，幼子范察仅以身免，又数传至都督孟特穆（肇祖原皇帝）”。以上所讲的是，布库里雍顺在三姓地方的鄂多里城建满洲后，励精图治，治理部族，以期再创辉煌。但终未能逐愿。经数世后，由于领导不力，引起众怒，国内大乱，部族首领被追杀，唯有首领幼子范察逃到荒效野外，藏于树丛中，追兵来时，被群鹊遮住身体，得以幸免。范察逃生后，重整女真部落，娶妻乔芳，生有二子，长童挥厚，后为斡朵里万户府万户。童挥厚传子孟特穆（猛哥帖木耳），孟特穆为斡朵里部酋长。

## 家族

### 父母兄弟
- 父：范察
- 母：乔芳
- 弟：包奇

### 妻
- 也吾巨，贵族佥伊（官名）甫哥之女，挥厚在奚关城（今吉林省珲春市西南）与也吾巨婚配，生猛哥帖木儿。也吾巨与丈夫挥厚、子猛哥帖木儿等，都居住在阿木河一带。挥厚死後。 斡朵里部有兄死妻嫂之婚俗。挥厚遗妻也吾巨改嫁挥厚异母弟包奇，生于虚里、吾沙哈、于沙哥、阿哈里、毛多赤、凡察。后来也吾巨跟随猛哥帖木儿从阿木河迁徙至灰扒江方州西部的余下（今吉林省梅河口山城镇北山城）地方居住。

### 儿子
- 孟特穆（猛哥帖木耳）